# Róa
Róa (isländisch für „Rudern“) ist ein Lied der isländischen Band Væb, das 2025 veröffentlicht wurde. Es gewann den isländischen Vorentscheid und vertrat Island beim Eurovision Song Contest 2025. Das Lied wurde am 17. Januar 2025 veröffentlicht und erreichte Platz eins der isländischen Charts.

## Hintergrund
Vor dem Söngvakeppnin 2025 berichtete die isländische Online-Zeitung DV, dass Róa beschuldigt wurde, dem Lied Hatunat HaShana der israelischen Sänger Itay Levi und Eyal Golan zu ähneln. Ein Video auf TikTok verglich die beiden Lieder, woraufhin das Duo die Vorwürfe bestritt. Die Organisatoren des Söngvakeppnin holten daraufhin Rat bei der isländischen Urheberrechtsgesellschaft STEF ein, um die Ähnlichkeit der beiden Lieder zu beurteilen. Später kam RÚV zu dem Schluss, dass das Lied keine ausreichende inhaltliche Ähnlichkeit aufwies, um als Plagiat zu gelten.

## Eurovision Song Contest

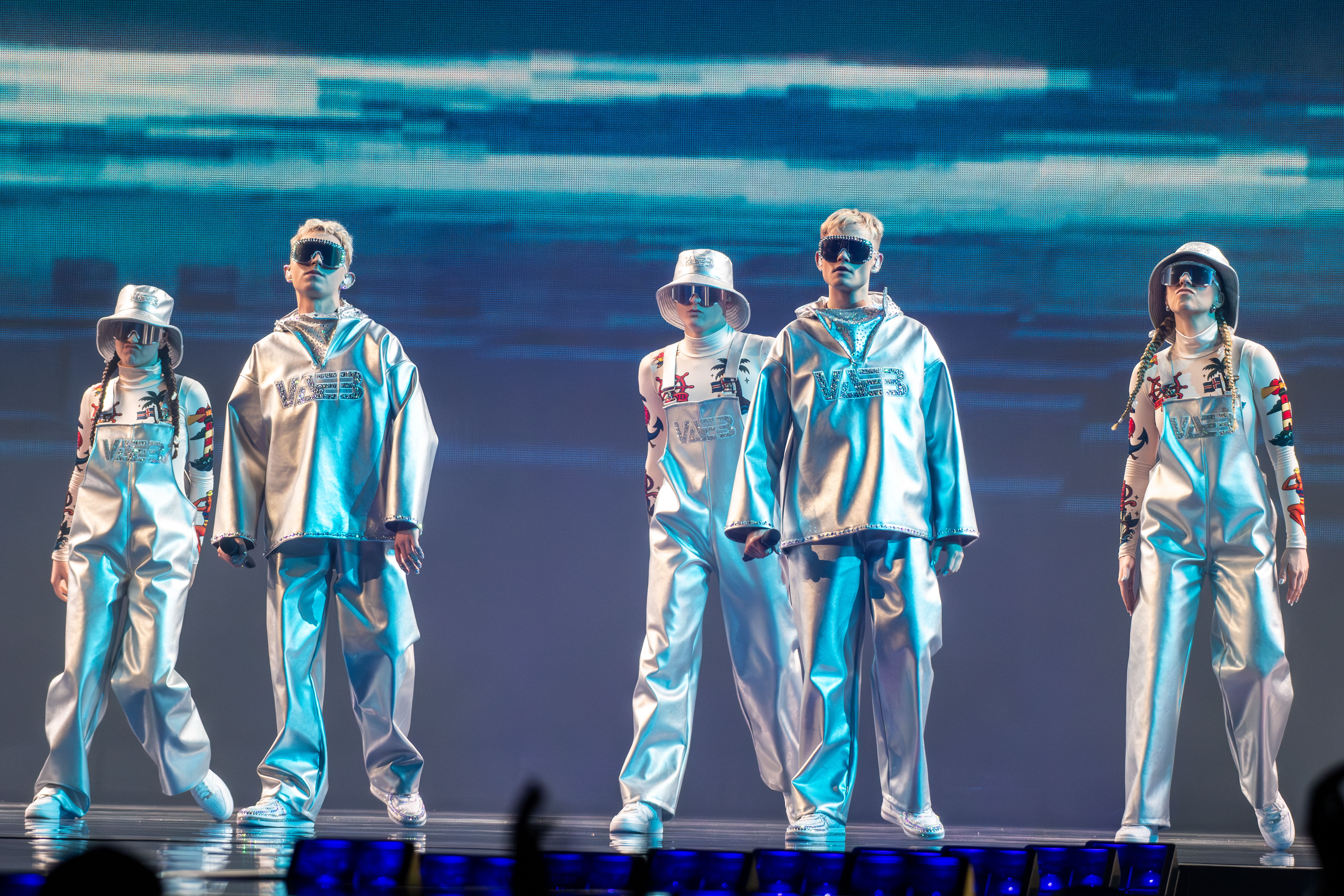
Væb beim Auftritt im ersten Halbfinale des Eurovision Song Contests

Beim Eurovision Song Contest 2025 in Basel, Schweiz, wurde das Lied im ersten Halbfinale am 13. Mai aufgeführt. Island konnte sich hierbei erfolgreich für das Finale qualifizieren. Von Startnummer 10 aus erreichte das Land 33 Punkte, was in einem 25. Platz resultierte. Von den Jurys erhielt Island keine Punkte.

## Inhalt
Das Lied beschreibt eine Seereise, bei der eine Person allein in einem kleinen Boot durch stürmische Wellen navigiert. Die Texte vermitteln Entschlossenheit und Mut angesichts der Herausforderungen auf See, wobei der Refrain die Freiheit und das ständige Vorwärtskommen auf den Wellen betont.

## Chartplatzierungen
| ChartsChartplatzierungen | Höchstplatzierung | Wochen |
| ------------------------ | ----------------- | ------ |
| Österreich (Ö3)          | 40 (2 Wo.)        | 2      |
| Schweiz (IFPI)           | 12 (3 Wo.)        | 3      |